# Yasuhiro Toyoda
Yasuhiro Toyoda (født 2. maj 1976) er en tidligere japansk fodboldspiller.
Han har spillet for flere forskellige klubber i sin karriere, herunder Omiya Ardija.